# آکیم تامیروف
آکیم میخائلوویچ تامیروف (به روسی: Аким Михайлович Тамиров); (به ارمنی: Ակիմ Թամիրով) (با نام ارمنی هُواکیم تامیریانتس (ارمنی: Հովակիմ Թամիրյանց) ۲۹ اکتبر ۱۸۹۹ –  ۱۷ سپتامبر ۱۹۷۲) اولین برنده جایزه گلدن گلوب برای بهترین بازیگر مکمل مرد بود.

## زندگینامه
آکیم تامیروف در سال ۱۸۹۹ در یک خانواده ارمنی در تفلیس، گرجستان (شوروی سابق) زاده شد. در مدرسه درام تئاتر هنر مسکو آموزش دید.
در سال ۱۹۲۳ به همراه توری از بازیگران وارد آمریکا شد و با اینکه لهجه غلیظ روسی داشت، توانست پیشه‌ای در هالیوود برای خود دست و پا کند.

## بخشی از فیلم‌ها

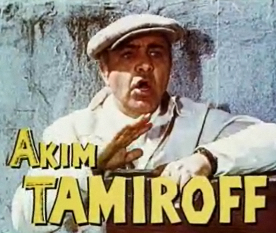
از تریلر Fiesta (۱۹۴۷)

- اوکی، آمریکا! (۱۹۳۲) (در عنوان بندی نیامده، نخستین فیلمش)
- ملکه کریستینا (۱۹۳۳) (در عنوان بندی نیامده)
- اسکارلت امپراتریس (۱۹۳۴) (در عنوان بندی نیامده)
- The Merry Widow (۱۹۳۴) (در عنوان بندی نیامده)
- The Lives of a Bengal Lancer (۱۹۳۵)
- ماریتای بدذات (۱۹۳۵)
- China Seas (۱۹۳۵)
- The Big Broadcast of 1936 (۱۹۳۵)
- داستان لوئی پاستور (۱۹۳۶)
- Desire (۱۹۳۶)
- آنتونی ادورس (۱۹۳۶)
- The General Died at Dawn (۱۹۳۶)
- دلفریب (۱۹۳۷)
- بوکانیر (۱۹۳۸)
- Dangerous to Know (۱۹۳۸)
- Spawn of the North (۱۹۳۸)
- اتحادیه اقیانوس آرام (۱۹۳۹)
- The Way of All Flesh (۱۹۴۰)
- مک‌گینتی بزرگ (۱۹۴۰)
- North West Mounted Police (۱۹۴۰)
- New York Town (۱۹۴۱)
- The Corsican Brothers (۱۹۴۱)
- تورتیلا فلت (۱۹۴۲)
- پنج گور تا قاهره (۱۹۴۳)
- His Butler's Sister (۱۹۴۳)
- زنگ‌ها برای که به صدا در می‌آیند (۱۹۴۳)
- The Miracle of Morgan's Creek (۱۹۴۴)
- پل سن لوئیس ری (۱۹۴۴)
- Dragon Seed (۱۹۴۴)
- Can't Help Singing (۱۹۴۴)
- Pardon My Past (۱۹۴۵)
- یک رسوایی در پاریس (۱۹۴۶)
- آقای آرکادین (۱۹۵۵)
- The Black Sleep (1956)
- آناستازیا (۱۹۵۶)
- حادثه یانگ‌تسه (۱۹۵۷)
- نشانی از شر (۱۹۵۸)
- Me and the Colonel (۱۹۵۸)
- ۱۱ یار اوشن (۱۹۶۰)
- Romanoff and Juliet (۱۹۶۱)
- The Reluctant Saint (۱۹۶۲)
- تهاجم ۱۷۰۰ (۱۹۶۲)
- محاکمه (۱۹۶۲)
- Topkapi (۱۹۶۴)
- دختران زیبا (۱۹۶۵)
- لرد جیم (۱۹۶۵)
- آلفاویل (۱۹۶۵)
- هتل پارادیزو (فیلم) (۱۹۶۶)
- خیانت به سبک ایتالیایی (۱۹۶۶)
- Lt. Robin Crusoe, U.S.N. (۱۹۶۶)
- شکار روباه (۱۹۶۶)
- Marquis de Sade: Justine (۱۹۶۹)
- اورسن ولز (ناتمام، اکران شد ۱۹۹۲)

## مرگ
تامیروف در ۱۷ سپتامبر ۱۹۷۲ بر اثر سرطان درگذشت.